# Sphingius
Genre
Synonymes
- Scotophaeoides Schenkel, 1963
- Alaeho Barrion & Litsinger, 1995

Sphingius est un genre d'araignées aranéomorphes de la famille des Liocranidae.

## Distribution
Les espèces de ce genre se rencontrent en Asie du Sud-Est, en Asie du Sud et en Asie de l'Est.

## Liste des espèces
Selon World Spider Catalog (version 26, 29/07/2025) :
- Sphingius bifurcatus Dankittipakul, Tavano & Singtripop, 2011
- Sphingius bilineatus Simon, 1906
- Sphingius caniceps Simon, 1906
- Sphingius deelemanae Zhang & Fu, 2010
- Sphingius dherikanalensis (Gajbe, 1979)
- Sphingius elongatus Dankittipakul, Tavano & Singtripop, 2011
- Sphingius gongsunsheng Lin & Li, 2023
- Sphingius gothicus Deeleman-Reinhold, 2001
- Sphingius gracilis (Thorell, 1895)
- Sphingius hainan Zhang, Fu & Zhu, 2009
- Sphingius nainitalensis (Gajbe, 1979)
- Sphingius nilgiriensis Gravely, 1931
- Sphingius octomaculatus Deeleman-Reinhold, 2001
- Sphingius paltaensis B. Biswas & K. Biswas, 1992
- Sphingius penicillus Deeleman-Reinhold, 2001
- Sphingius prolixus Dankittipakul, Tavano & Singtripop, 2011
- Sphingius punctatus Deeleman-Reinhold, 2001
- Sphingius rama Dankittipakul, Tavano & Singtripop, 2011
- Sphingius scrobiculatus Thorell, 1897
- Sphingius scutatus Simon, 1897
- Sphingius solanensis (Gajbe, 1979)
- Sphingius songi Deeleman-Reinhold, 2001
- Sphingius spinosus Dankittipakul, Tavano & Singtripop, 2011
- Sphingius superbus Dankittipakul, Tavano & Singtripop, 2011
- Sphingius thecatus Thorell, 1890
- Sphingius tristiculus Simon, 1903
- Sphingius vivax (Thorell, 1897)
- Sphingius zhangi Zhang, Fu & Zhu, 2009

## Systématique et taxinomie
Ce genre a été décrit par Thorell en 1890 dans les Drassidae. Il est placé dans les Corinnidae par Reiskind en 1969 puis dans les Liocranidae par Deeleman-Reinhold en 2001.
Alaeho a été placé en synonymie par Deeleman-Reinhold en 2001.
Scotophaeoides a été placé en synonymie par Zhang, Fu et Zhu en 2009.

## Publication originale
- Thorell, 1890 : « Arachnidi di Pinang raccolti nel 1889 dai Signori L. Loria e L. Fea. » Annali del Museo Civico di Storia Naturale di Genova, vol. 30, p. 269-383 (texte intégral).